# 蔡学恩
蔡学恩（1964年9月—），湖南益阳人，汉族，无党派人士。中华人民共和国政治人物、第十三届全国人民代表大会湖北省代表。
第十二届全国人大第一次会议上，有一位全国人大代表另选他为最高人民检察院检察长（当选者为曹建明）。

## 生平
- 毕业于中国政法大学；
- 2000年6月－2002年7月美国访问学习；
- 2013年当选第十二届全国人大代表。

2018年，蔡学恩被选为湖北省出席第十三届全国人民代表大会代表。